# Бутилацетат
Бутилацета́т — органическое вещество класса сложных эфиров, органический растворитель.

## Внешний вид
Бесцветная или слегка желтоватая жидкость с приятным (в низких концентрациях) грушевым запахом («Дюшес»).

## Свойства
Бутилацетат мало растворим в воде, образует с ней азеотропную смесь. Смешивается с органическими растворителями и растительными маслами; обладает всеми свойствами сложных эфиров.
Сигнальные феромоны, выделяемые железой Кожевникова медоносных пчел, содержат бутилацетат.

## Изомерия
Бутилацетат изомерен изобутилацетату, втор-бутилацетату и трет-бутилацетату.

## Методы синтеза
Бутилацетат получают этерификацией бутанола-1 уксусной кислотой.

## Применение
Бутилацетат — хороший растворитель нитроцеллюлозы, хлоркаучука, глифталевых смол и др. плёнкообразующих веществ, применяемых в лакокрасочной промышленности. Входит в состав многих многокомпонентных растворителей, например в растворители 646 и 648.

## Охрана труда
Предельно-допустимая концентрация бутилацетата в воздухе рабочей зоны составляет 50 мг/м3 (среднесменная, за 8 часов) и 200 мг/м3 (максимально разовая). Однако порог восприятия запаха этого вещества у разных людей разный; и он может достигать 1570 мг/м3. Но у отдельных работников порог восприятия запаха может быть выше среднего значения. Можно ожидать, что использование широко распространённых фильтрующих СИЗОД в сочетании с «заменой фильтров по появлении запаха под маской» (как это почти всегда рекомендуется в РФ поставщиками) приведёт к чрезмерному воздействию паров бутилацетата на, по крайней мере, часть работников — из-за запоздалой замены противогазных фильтров. Для защиты от бутилацетата следует использовать более эффективные изменение технологии и средства коллективной защиты.